# Adolf Luntz

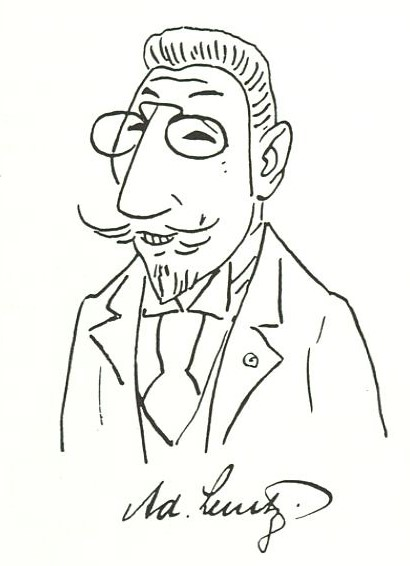
Selbstporträt

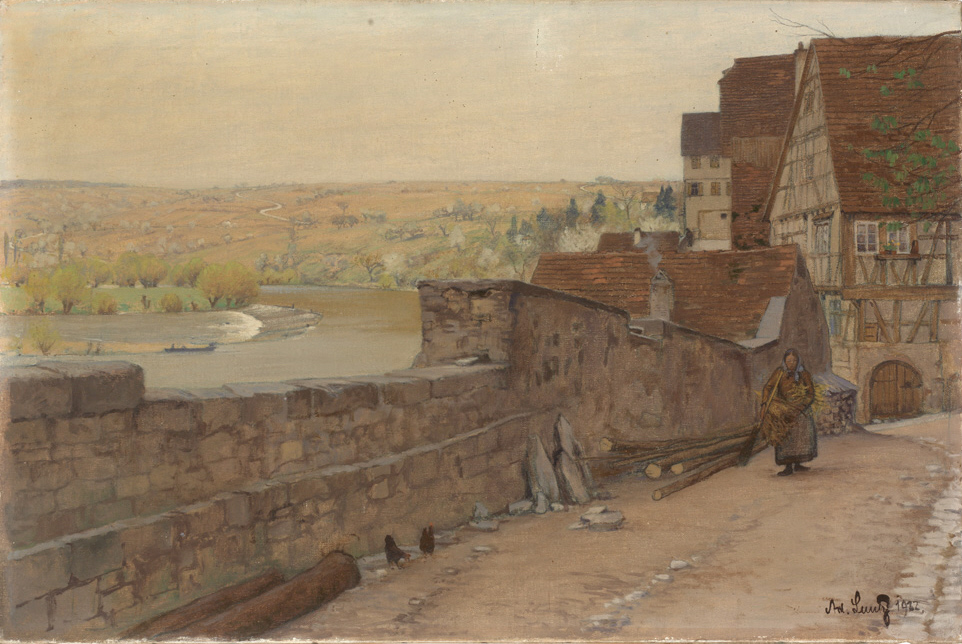
Am Neckar (Besigheim?)

Adolf Luntz (* 27. Januar 1875 in Wien, Österreich-Ungarn; † 14. Februar 1934 in Karlsruhe) war ein deutscher Landschafts- und Figurenmaler, Radierer und Lithograf.

## Leben
Luntz war einer von fünf Söhnen des Wiener Architekten Viktor Luntz, den er häufig auf seinen Kunstreisen begleitete. Dadurch inspiriert trat er nach Abschluss seiner Gymnasialzeit 1892 in die Wiener Kunstakademie ein. Im ersten Jahr war Fritz L’Allemand sein Lehrer, bis dieser 1893 in den Ruhestand trat. Anschließend war Luntz Schüler bei William Unger und Eduard Peithner von Lichtenfels. Luntz studierte in Wien bis 1897. 
Anlässlich einer Ausstellung, die der Karlsruher Akademieprofessor Gustav Schönleber in Wien hatte, kam es zu einer Begegnung mit dem Meister, und Luntz wechselte an die Karlsruher Kunstakademie, wo er bei Gustav Schönleber Meisterschüler wurde. Luntz begleitete Schönleber auf Studienreisen nach Oberitalien, Holland, Belgien, an die Ostsee sowie in die nähere Heimat des fränkischen, schwäbischen und alemannischen Raumes.
Er entwarf im Auftrag des Kölner Schokoladeproduzenten Ludwig Stollwerck Sammelbilder für Stollwerck-Sammelalben, u. a. die Serie „Aus Stadt und Land“ für das Stollwerck-Sammelalbum No. 4 von 1899.
Im Jahre 1905 ließ sich Adolf Luntz als freier Maler in Karlsruhe nieder. Er war Mitglied im Deutschen Künstlerbund. Luntz starb nach langer Krankheit am 14. Februar 1934 in Karlsruhe.